# Tour de Suisse 2024
Tour de Suisse 2024 – 87. edycja wyścigu kolarskiego Tour de Suisse, która odbyła się w dniach od 9 do 16 czerwca 2024 na liczącej ponad 839 kilometrów trasie składającej się z 8 etapów i biegnącej z Vaduz do Villars-sur-Ollon. Impreza kategorii 2.UWT była częścią UCI World Tour 2024.

## Etapy
| Etap | Data   | Start – Meta                           | type                                | Dystans (km) | Suma wzniesień (m) | Zwycięzca etapu | Lider           |
| ---- | ------ | -------------------------------------- | ----------------------------------- | ------------ | ------------------ | --------------- | --------------- |
| 1    | 9 cze  | Vaduz – Vaduz                          | jazda indywidualna na czas          | 4,8          | 25 m               | Yves Lampaert   | Yves Lampaert   |
| 2    | 10 cze | Vaduz – Regensdorf                     | pagórkowaty                         | 177,3        | 2411 m             | Bryan Coquard   | Yves Lampaert   |
| 3    | 11 cze | Steinmaur – Rüschlikon                 | płaski                              | 161,7        | 1974 m             | Thibau Nys      | Alberto Bettiol |
| 4    | 12 cze | Rüschlikon – Przełęcz Świętego Gotarda | górski                              | 171          | 3551 m             | Torstein Træen  | Adam Yates      |
| 5    | 13 cze | Ambrì – Carì                           | górski                              | 148,6        | 3206 m             | Adam Yates      | Adam Yates      |
| 6    | 14 cze | Ulrichen – Blatten (Lötschen)          | górski                              | 42,5         | 848 m              | João Almeida    | Adam Yates      |
| 7    | 15 cze | Villars-sur-Ollon – Villars-sur-Ollon  | górski                              | 118,2        | 3021 m             | Adam Yates      | Adam Yates      |
| 8    | 16 cze | Villars-sur-Ollon – Villars-sur-Ollon  | jazda indywidualna na czas pod górę | 15,7         | 865 m              | João Almeida    | Adam Yates      |

## Uczestnicy

### Drużyny
| WorldTeams (18)- Alpecin-Deceuninck - Arkéa-B&B Hotels - Astana Qazaqstan Team - Bahrain Victorious - Bora-Hansgrohe - Cofidis - Decathlon-AG2R La Mondiale - EF Education-EasyPost - Groupama-FDJ - Ineos Grenadiers - Intermarché-Wanty - Lidl-Trek - Movistar Team - Soudal Quick-Step - Team dsm-firmenich PostNL - Team Jayco AlUla - Team Visma \| Lease a Bike - UAE Team Emirates ProTeams (5)- Israel-Premier Tech - Lotto Dstny - Q36.5 Pro Cycling Team - Tudor Pro Cycling Team - Corratec-Vini Fantini Reprezentacja- Szwajcaria |
| |

### Lista startowa
| Lidl-Trek LTK | Lidl-Trek LTK                   | Lidl-Trek LTK |
| ------------- | ------------------------------- | ------------- |
| Nr            | Kolarz                          | Miejsce       |
| 1             | Mattias Skjelmose (DEN) (szosa) | 3.            |
| 2             | Julien Bernard (FRA)            | 52.           |
| 3             | Patrick Konrad (AUT)            | 33.           |
| 4             | Bauke Mollema (NED)             | DNF-4         |
| 5             | Jacopo Mosca (ITA)              | 114.          |
| 6             | Thibau Nys (BEL)                | 94.           |
| 7             | Sam Oomen (NED)                 | 36.           |

| Alpecin-Deceuninck ADC | Alpecin-Deceuninck ADC     | Alpecin-Deceuninck ADC |
| ---------------------- | -------------------------- | ---------------------- |
| Nr                     | Kolarz                     | Miejsce                |
| 11                     | Axel Laurance (FRA)        | 107.                   |
| 12                     | Nicola Conci (ITA)         | 55.                    |
| 13                     | Silvan Dillier (SUI)       | 53.                    |
| 14                     | Timo Kielich (BEL)         | DNS-4                  |
| 15                     | Søren Kragh Andersen (DEN) | 86.                    |
| 16                     | Oscar Riesebeek (NED)      | 115.                   |
| 17                     | Stan Van Tricht (BEL)      | DNF-5                  |

| Arkéa-B&B Hotels ARK | Arkéa-B&B Hotels ARK     | Arkéa-B&B Hotels ARK |
| -------------------- | ------------------------ | -------------------- |
| Nr                   | Kolarz                   | Miejsce              |
| 21                   | Arnaud Démare (FRA)      | 130.                 |
| 22                   | Vincenzo Albanese (ITA)  | 112.                 |
| 23                   | Anthony Delaplace (FRA)  | 87.                  |
| 24                   | Raúl García Pierna (ESP) | 45.                  |
| 25                   | Simon Guglielmi (FRA)    | 68.                  |
| 26                   | Daniel McLay (GBR)       | 140.                 |
| 27                   | Kévin Vauquelin (FRA)    | 42.                  |

| Astana Qazaqstan Team AST | Astana Qazaqstan Team AST            | Astana Qazaqstan Team AST |
| ------------------------- | ------------------------------------ | ------------------------- |
| Nr                        | Kolarz                               | Miejsce                   |
| 31                        | Mark Cavendish (GBR)                 | 137.                      |
| 32                        | Samuele Battistella (ITA)            | DNS-7                     |
| 33                        | Cees Bol (NED)                       | 132.                      |
| 34                        | Harold Martín López (ECU)            | 18.                       |
| 35                        | Aleksiej Łucenko (KAZ) (szosa i ITT) | 65.                       |
| 36                        | Michael Mørkøv (DEN)                 | 138.                      |
| 37                        | Simone Velasco (ITA) (szosa)         | 111.                      |

| Bora-Hansgrohe BOH | Bora-Hansgrohe BOH             | Bora-Hansgrohe BOH |
| ------------------ | ------------------------------ | ------------------ |
| Nr                 | Kolarz                         | Miejsce            |
| 41                 | Emanuel Buchmann (GER) (szosa) | DNF-2              |
| 42                 | Roger Adrià (ESP)              | 37.                |
| 43                 | Cesare Benedetti (POL)         | 122.               |
| 45                 | Sergio Higuita (COL)           | 12.                |
| 46                 | Jordi Meeus (BEL)              | DNS-8              |
| 47                 | Frederik Wandahl (DEN)         | 78.                |
| 48                 | Ben Zwiehoff (GER)             | 46.                |

| Bahrain Victorious TBV | Bahrain Victorious TBV      | Bahrain Victorious TBV |
| ---------------------- | --------------------------- | ---------------------- |
| Nr                     | Kolarz                      | Miejsce                |
| 51                     | Damiano Caruso (ITA)        | 71.                    |
| 52                     | Fran Miholjević (CRO)       | DNF-5                  |
| 53                     | Andrea Pasqualon (ITA)      | 110.                   |
| 54                     | Finlay Pickering (GBR)      | 20.                    |
| 55                     | Wout Poels (NED)            | 16.                    |
| 56                     | Johan Price-Pejtersen (DEN) | 129.                   |
| 57                     | Torstein Træen (NOR)        | 93.                    |

| Cofidis COF | Cofidis COF         | Cofidis COF |
| ----------- | ------------------- | ----------- |
| Nr          | Kolarz              | Miejsce     |
| 61          | Ion Izagirre (ESP)  | DNF-7       |
| 62          | Bryan Coquard (FRA) | DNS-8       |
| 63          | Aimé De Gendt (BEL) | 89.         |
| 64          | Jesús Herrada (ESP) | 31.         |
| 65          | Anthony Perez (FRA) | 100.        |
| 66          | Alexis Renard (FRA) | 134.        |
| 67          | Harrison Wood (GBR) | 54.         |

| Decathlon-AG2R La Mondiale DAT | Decathlon-AG2R La Mondiale DAT | Decathlon-AG2R La Mondiale DAT |
| ------------------------------ | ------------------------------ | ------------------------------ |
| Nr                             | Kolarz                         | Miejsce                        |
| 71                             | Felix Gall (AUT)               | 10.                            |
| 72                             | Alex Baudin (FRA)              | 58.                            |
| 73                             | Stan Dewulf (BEL)              | 96.                            |
| 74                             | Paul Lapeira (FRA)             | 41.                            |
| 75                             | Valentin Paret-Peintre (FRA)   | 25.                            |
| 76                             | Nans Peters (FRA)              | 74.                            |
| 77                             | Larry Warbasse (USA)           | 59.                            |

| EF Education-EasyPost EFE | EF Education-EasyPost EFE    | EF Education-EasyPost EFE |
| ------------------------- | ---------------------------- | ------------------------- |
| Nr                        | Kolarz                       | Miejsce                   |
| 81                        | Richard Carapaz (ECU) (ITT)  | DNS-5                     |
| 82                        | Alberto Bettiol (ITA)        | DNS-5                     |
| 83                        | Stefan Bissegger (SUI) (ITT) | 102.                      |
| 84                        | Rui Costa (POR)              | 38.                       |
| 85                        | James Shaw (GBR)             | 39.                       |
| 86                        | Georg Steinhauser (GER)      | DNS-6                     |
| 87                        | Marijn van den Berg (NED)    | 88.                       |

| Groupama-FDJ GFC | Groupama-FDJ GFC        | Groupama-FDJ GFC |
| ---------------- | ----------------------- | ---------------- |
| Nr               | Kolarz                  | Miejsce          |
| 91               | Lenny Martinez (FRA)    | 32.              |
| 92               | Sven Erik Bystrøm (NOR) | 97.              |
| 93               | Stefan Küng (SUI)       | 63.              |
| 94               | Fabian Lienhard (SUI)   | 131.             |
| 95               | Rudy Molard (FRA)       | 34.              |
| 96               | Reuben Thompson (NZL)   | 62.              |
| 97               | Samuel Watson (GBR)     | 120.             |

| Ineos Grenadiers IGD | Ineos Grenadiers IGD   | Ineos Grenadiers IGD |
| -------------------- | ---------------------- | -------------------- |
| Nr                   | Kolarz                 | Miejsce              |
| 101                  | Egan Bernal (COL)      | 4.                   |
| 102                  | Ethan Hayter (GBR)     | 50.                  |
| 103                  | Kim Heiduk (GER)       | 101.                 |
| 104                  | Thomas Pidcock (GBR)   | 6.                   |
| 105                  | Salvatore Puccio (ITA) | 116.                 |
| 106                  | Brandon Rivera (COL)   | 22.                  |
| 107                  | Óscar Rodríguez (ESP)  | 69.                  |

| Intermarché-Wanty IWA | Intermarché-Wanty IWA     | Intermarché-Wanty IWA |
| --------------------- | ------------------------- | --------------------- |
| Nr                    | Kolarz                    | Miejsce               |
| 111                   | Lilian Calmejane (FRA)    | DNF-5                 |
| 112                   | Francesco Busatto (ITA)   | 79.                   |
| 113                   | Kevin Colleoni (ITA)      | DNS-2                 |
| 114                   | Gerben Kuypers (BEL)      |                       |
| 115                   | Arne Marit (BEL)          | 133.                  |
| 116                   | Simone Petilli (ITA)      | 123.                  |
| 117                   | Rein Taaramäe (EST) (ITT) | 43.                   |

| Movistar Team MOV | Movistar Team MOV     | Movistar Team MOV |
| ----------------- | --------------------- | ----------------- |
| Nr                | Kolarz                | Miejsce           |
| 121               | Enric Mas (ESP)       | 7.                |
| 122               | Jorge Arcas (ESP)     | 70.               |
| 123               | Johan Jacobs (SUI)    | 104.              |
| 124               | Nelson Oliveira (POR) | 51.               |
| 125               | Nairo Quintana (COL)  | DNS-3             |
| 126               | Einer Rubio (COL)     | 24.               |
| 127               | Pelayo Sánchez (ESP)  | 11.               |

| Soudal Quick-Step SOQ | Soudal Quick-Step SOQ       | Soudal Quick-Step SOQ |
| --------------------- | --------------------------- | --------------------- |
| Nr                    | Kolarz                      | Miejsce               |
| 131                   | William Junior Lecerf (BEL) | 21.                   |
| 132                   | Ayco Bastiaens (BEL)        | 124.                  |
| 133                   | Gil Gelders (BEL)           | 91.                   |
| 134                   | Yves Lampaert (BEL)         | 106.                  |
| 135                   | Fausto Masnada (ITA)        | DNS-2                 |
| 136                   | Louis Vervaeke (BEL)        | 40.                   |
| 137                   | Jordi Warlop (BEL)          | DNF-5                 |

| Team dsm-firmenich PostNL DFP | Team dsm-firmenich PostNL DFP | Team dsm-firmenich PostNL DFP |
| ----------------------------- | ----------------------------- | ----------------------------- |
| Nr                            | Kolarz                        | Miejsce                       |
| 141                           | Oscar Onley (GBR)             | 8.                            |
| 142                           | Tobias Lund Andresen (DEN)    | 127.                          |
| 143                           | Pavel Bittner (CZE)           | 118.                          |
| 144                           | Sean Flynn (GBR)              | 119.                          |
| 145                           | Chris Hamilton (AUS)          | 61.                           |
| 146                           | Gijs Leemreize (NED)          | 44.                           |
| 147                           | Frank van den Broek (NED)     | 29.                           |

| Team Jayco AlUla JAY | Team Jayco AlUla JAY        | Team Jayco AlUla JAY |
| -------------------- | --------------------------- | -------------------- |
| Nr                   | Kolarz                      | Miejsce              |
| 151                  | Mauro Schmid (SUI)          | 60.                  |
| 152                  | Welay Berehe (ETH)          | 80.                  |
| 153                  | Lawson Craddock (USA)       | DNF-5                |
| 154                  | Felix Engelhardt (GER)      | 95.                  |
| 155                  | Anders Foldager (DEN)       | 57.                  |
| 156                  | Amund Grøndahl Jansen (NOR) | 135.                 |
| 157                  | Michael Matthews (AUS)      | 72.                  |

| Team Visma \| Lease a Bike TVL | Team Visma \| Lease a Bike TVL    | Team Visma \| Lease a Bike TVL |
| ------------------------------ | --------------------------------- | ------------------------------ |
| Nr                             | Kolarz                            | Miejsce                        |
| 161                            | Ben Tulett (GBR)                  | 23.                            |
| 162                            | Robert Gesink (NED)               | 67.                            |
| 163                            | Wilco Kelderman (NED)             | 9.                             |
| 164                            | Johannes Staune-Mittet (NOR)      | 26.                            |
| 165                            | Cian Uijtdebroeks (BEL)           | 35.                            |
| 166                            | Milan Vader (NED)                 | 47.                            |
| 167                            | Attila Valter (HUN) (szosa i ITT) | 27.                            |

| UAE Team Emirates UAD | UAE Team Emirates UAD      | UAE Team Emirates UAD |
| --------------------- | -------------------------- | --------------------- |
| Nr                    | Kolarz                     | Miejsce               |
| 171                   | Adam Yates (GBR)           | 1.                    |
| 172                   | Filippo Baroncini (ITA)    | 85.                   |
| 173                   | Jan Christen (SUI)         | 30.                   |
| 174                   | Isaac Del Toro (MEX)       | 13.                   |
| 175                   | Finn Fisher-Black (NZL)    | 73.                   |
| 176                   | João Almeida (POR) (ITT)   | 2.                    |
| 177                   | Marc Hirschi (SUI) (szosa) | 90.                   |

| Israel-Premier Tech IPT | Israel-Premier Tech IPT   | Israel-Premier Tech IPT |
| ----------------------- | ------------------------- | ----------------------- |
| Nr                      | Kolarz                    | Miejsce                 |
| 181                     | Pascal Ackermann (GER)    | 121.                    |
| 182                     | George Bennett (NZL)      | 17.                     |
| 183                     | Marco Frigo (ITA)         | 66.                     |
| 184                     | Matthew Riccitello (USA)  | 5.                      |
| 185                     | Michael Schwarzmann (GER) | 136.                    |
| 186                     | Jake Stewart (GBR)        | DNF-7                   |
| 187                     | Stephen Williams (GBR)    | 81.                     |

| Lotto Dstny LTD | Lotto Dstny LTD        | Lotto Dstny LTD |
| --------------- | ---------------------- | --------------- |
| Nr              | Kolarz                 | Miejsce         |
| 191             | Arnaud De Lie (BEL)    | 109.            |
| 192             | Cédric Beullens (BEL)  | 98.             |
| 193             | Jarrad Drizners (AUS)  | 113.            |
| 194             | Pascal Eenkhoorn (NED) | DNS-6           |
| 195             | Jacopo Guarnieri (ITA) | DNS-5           |
| 196             | Sylvain Moniquet (BEL) | 48.             |
| 197             | Maxim Van Gils (BEL)   | 28.             |

| Q36.5 Pro Cycling Team Q36 | Q36.5 Pro Cycling Team Q36 | Q36.5 Pro Cycling Team Q36 |
| -------------------------- | -------------------------- | -------------------------- |
| Nr                         | Kolarz                     | Miejsce                    |
| 201                        | Matteo Badilatti (SUI)     | 15.                        |
| 202                        | Xabier Azparren (ESP)      | 105.                       |
| 203                        | Gianluca Brambilla (ITA)   | 64.                        |
| 204                        | Walter Calzoni (ITA)       | 82.                        |
| 205                        | David de la Cruz (ESP)     | 14.                        |
| 206                        | Damien Howson (AUS)        | 49.                        |
| 207                        | Kamil Małecki (POL)        | 92.                        |

| Team Corratec-Vini Fantini COR | Team Corratec-Vini Fantini COR | Team Corratec-Vini Fantini COR |
| ------------------------------ | ------------------------------ | ------------------------------ |
| Nr                             | Kolarz                         | Miejsce                        |
| 211                            | Alexandre Balmer (SUI)         | 75.                            |
| 212                            | Matteo Amella (ITA)            | 142.                           |
| 213                            | Valentin Darbellay (SUI)       | 103.                           |
| 214                            | Antoine Debons (SUI)           | 117.                           |
| 215                            | Roberto González (PAN)         | 108.                           |
| 216                            | Marco Murgano (ITA)            | 141.                           |
| 217                            | Jan Stöckli (SUI)              | 128.                           |

| Tudor Pro Cycling Team TUD | Tudor Pro Cycling Team TUD  | Tudor Pro Cycling Team TUD |
| -------------------------- | --------------------------- | -------------------------- |
| Nr                         | Kolarz                      | Miejsce                    |
| 221                        | Yannis Voisard (SUI)        | DNS-7                      |
| 222                        | Marco Brenner (GER)         | 19.                        |
| 223                        | Marius Mayrhofer (GER)      | 76.                        |
| 224                        | Sébastien Reichenbach (SUI) | DNS-6                      |
| 225                        | Roland Thalmann (SUI)       | 56.                        |
| 226                        | Hannes Wilksch (GER)        | 77.                        |
| 227                        | Luc Wirtgen (LUX)           | 99.                        |

| Szwajcaria SUI | Szwajcaria SUI    | Szwajcaria SUI |
| -------------- | ----------------- | -------------- |
| Nr             | Kolarz            | Miejsce        |
| 231            | Antoine Aebi      | DNF-4          |
| 232            | Elia Blum         | 144.           |
| 233            | Christoph Janssen | 143.           |
| 234            | Luca Jenni        | 125.           |
| 235            | Fabio Püntener    | 83.            |
| 236            | Jan Sommer        | 126.           |
| 237            | Félix Stehli      | 139.           |

| Lidl-Trek LTK | Lidl-Trek LTK                   | Lidl-Trek LTK |
| ------------- | ------------------------------- | ------------- |
| Nr            | Kolarz                          | Miejsce       |
| 1             | Mattias Skjelmose (DEN) (szosa) | 3.            |
| 2             | Julien Bernard (FRA)            | 52.           |
| 3             | Patrick Konrad (AUT)            | 33.           |
| 4             | Bauke Mollema (NED)             | DNF-4         |
| 5             | Jacopo Mosca (ITA)              | 114.          |
| 6             | Thibau Nys (BEL)                | 94.           |
| 7             | Sam Oomen (NED)                 | 36.           |

| Alpecin-Deceuninck ADC | Alpecin-Deceuninck ADC     | Alpecin-Deceuninck ADC |
| ---------------------- | -------------------------- | ---------------------- |
| Nr                     | Kolarz                     | Miejsce                |
| 11                     | Axel Laurance (FRA)        | 107.                   |
| 12                     | Nicola Conci (ITA)         | 55.                    |
| 13                     | Silvan Dillier (SUI)       | 53.                    |
| 14                     | Timo Kielich (BEL)         | DNS-4                  |
| 15                     | Søren Kragh Andersen (DEN) | 86.                    |
| 16                     | Oscar Riesebeek (NED)      | 115.                   |
| 17                     | Stan Van Tricht (BEL)      | DNF-5                  |

| Arkéa-B&B Hotels ARK | Arkéa-B&B Hotels ARK     | Arkéa-B&B Hotels ARK |
| -------------------- | ------------------------ | -------------------- |
| Nr                   | Kolarz                   | Miejsce              |
| 21                   | Arnaud Démare (FRA)      | 130.                 |
| 22                   | Vincenzo Albanese (ITA)  | 112.                 |
| 23                   | Anthony Delaplace (FRA)  | 87.                  |
| 24                   | Raúl García Pierna (ESP) | 45.                  |
| 25                   | Simon Guglielmi (FRA)    | 68.                  |
| 26                   | Daniel McLay (GBR)       | 140.                 |
| 27                   | Kévin Vauquelin (FRA)    | 42.                  |

| Astana Qazaqstan Team AST | Astana Qazaqstan Team AST            | Astana Qazaqstan Team AST |
| ------------------------- | ------------------------------------ | ------------------------- |
| Nr                        | Kolarz                               | Miejsce                   |
| 31                        | Mark Cavendish (GBR)                 | 137.                      |
| 32                        | Samuele Battistella (ITA)            | DNS-7                     |
| 33                        | Cees Bol (NED)                       | 132.                      |
| 34                        | Harold Martín López (ECU)            | 18.                       |
| 35                        | Aleksiej Łucenko (KAZ) (szosa i ITT) | 65.                       |
| 36                        | Michael Mørkøv (DEN)                 | 138.                      |
| 37                        | Simone Velasco (ITA) (szosa)         | 111.                      |

| Bora-Hansgrohe BOH | Bora-Hansgrohe BOH             | Bora-Hansgrohe BOH |
| ------------------ | ------------------------------ | ------------------ |
| Nr                 | Kolarz                         | Miejsce            |
| 41                 | Emanuel Buchmann (GER) (szosa) | DNF-2              |
| 42                 | Roger Adrià (ESP)              | 37.                |
| 43                 | Cesare Benedetti (POL)         | 122.               |
| 45                 | Sergio Higuita (COL)           | 12.                |
| 46                 | Jordi Meeus (BEL)              | DNS-8              |
| 47                 | Frederik Wandahl (DEN)         | 78.                |
| 48                 | Ben Zwiehoff (GER)             | 46.                |

| Bahrain Victorious TBV | Bahrain Victorious TBV      | Bahrain Victorious TBV |
| ---------------------- | --------------------------- | ---------------------- |
| Nr                     | Kolarz                      | Miejsce                |
| 51                     | Damiano Caruso (ITA)        | 71.                    |
| 52                     | Fran Miholjević (CRO)       | DNF-5                  |
| 53                     | Andrea Pasqualon (ITA)      | 110.                   |
| 54                     | Finlay Pickering (GBR)      | 20.                    |
| 55                     | Wout Poels (NED)            | 16.                    |
| 56                     | Johan Price-Pejtersen (DEN) | 129.                   |
| 57                     | Torstein Træen (NOR)        | 93.                    |

| Cofidis COF | Cofidis COF         | Cofidis COF |
| ----------- | ------------------- | ----------- |
| Nr          | Kolarz              | Miejsce     |
| 61          | Ion Izagirre (ESP)  | DNF-7       |
| 62          | Bryan Coquard (FRA) | DNS-8       |
| 63          | Aimé De Gendt (BEL) | 89.         |
| 64          | Jesús Herrada (ESP) | 31.         |
| 65          | Anthony Perez (FRA) | 100.        |
| 66          | Alexis Renard (FRA) | 134.        |
| 67          | Harrison Wood (GBR) | 54.         |

| Decathlon-AG2R La Mondiale DAT | Decathlon-AG2R La Mondiale DAT | Decathlon-AG2R La Mondiale DAT |
| ------------------------------ | ------------------------------ | ------------------------------ |
| Nr                             | Kolarz                         | Miejsce                        |
| 71                             | Felix Gall (AUT)               | 10.                            |
| 72                             | Alex Baudin (FRA)              | 58.                            |
| 73                             | Stan Dewulf (BEL)              | 96.                            |
| 74                             | Paul Lapeira (FRA)             | 41.                            |
| 75                             | Valentin Paret-Peintre (FRA)   | 25.                            |
| 76                             | Nans Peters (FRA)              | 74.                            |
| 77                             | Larry Warbasse (USA)           | 59.                            |

| EF Education-EasyPost EFE | EF Education-EasyPost EFE    | EF Education-EasyPost EFE |
| ------------------------- | ---------------------------- | ------------------------- |
| Nr                        | Kolarz                       | Miejsce                   |
| 81                        | Richard Carapaz (ECU) (ITT)  | DNS-5                     |
| 82                        | Alberto Bettiol (ITA)        | DNS-5                     |
| 83                        | Stefan Bissegger (SUI) (ITT) | 102.                      |
| 84                        | Rui Costa (POR)              | 38.                       |
| 85                        | James Shaw (GBR)             | 39.                       |
| 86                        | Georg Steinhauser (GER)      | DNS-6                     |
| 87                        | Marijn van den Berg (NED)    | 88.                       |

| Groupama-FDJ GFC | Groupama-FDJ GFC        | Groupama-FDJ GFC |
| ---------------- | ----------------------- | ---------------- |
| Nr               | Kolarz                  | Miejsce          |
| 91               | Lenny Martinez (FRA)    | 32.              |
| 92               | Sven Erik Bystrøm (NOR) | 97.              |
| 93               | Stefan Küng (SUI)       | 63.              |
| 94               | Fabian Lienhard (SUI)   | 131.             |
| 95               | Rudy Molard (FRA)       | 34.              |
| 96               | Reuben Thompson (NZL)   | 62.              |
| 97               | Samuel Watson (GBR)     | 120.             |

| Ineos Grenadiers IGD | Ineos Grenadiers IGD   | Ineos Grenadiers IGD |
| -------------------- | ---------------------- | -------------------- |
| Nr                   | Kolarz                 | Miejsce              |
| 101                  | Egan Bernal (COL)      | 4.                   |
| 102                  | Ethan Hayter (GBR)     | 50.                  |
| 103                  | Kim Heiduk (GER)       | 101.                 |
| 104                  | Thomas Pidcock (GBR)   | 6.                   |
| 105                  | Salvatore Puccio (ITA) | 116.                 |
| 106                  | Brandon Rivera (COL)   | 22.                  |
| 107                  | Óscar Rodríguez (ESP)  | 69.                  |

| Intermarché-Wanty IWA | Intermarché-Wanty IWA     | Intermarché-Wanty IWA |
| --------------------- | ------------------------- | --------------------- |
| Nr                    | Kolarz                    | Miejsce               |
| 111                   | Lilian Calmejane (FRA)    | DNF-5                 |
| 112                   | Francesco Busatto (ITA)   | 79.                   |
| 113                   | Kevin Colleoni (ITA)      | DNS-2                 |
| 114                   | Gerben Kuypers (BEL)      |                       |
| 115                   | Arne Marit (BEL)          | 133.                  |
| 116                   | Simone Petilli (ITA)      | 123.                  |
| 117                   | Rein Taaramäe (EST) (ITT) | 43.                   |

| Movistar Team MOV | Movistar Team MOV     | Movistar Team MOV |
| ----------------- | --------------------- | ----------------- |
| Nr                | Kolarz                | Miejsce           |
| 121               | Enric Mas (ESP)       | 7.                |
| 122               | Jorge Arcas (ESP)     | 70.               |
| 123               | Johan Jacobs (SUI)    | 104.              |
| 124               | Nelson Oliveira (POR) | 51.               |
| 125               | Nairo Quintana (COL)  | DNS-3             |
| 126               | Einer Rubio (COL)     | 24.               |
| 127               | Pelayo Sánchez (ESP)  | 11.               |

| Soudal Quick-Step SOQ | Soudal Quick-Step SOQ       | Soudal Quick-Step SOQ |
| --------------------- | --------------------------- | --------------------- |
| Nr                    | Kolarz                      | Miejsce               |
| 131                   | William Junior Lecerf (BEL) | 21.                   |
| 132                   | Ayco Bastiaens (BEL)        | 124.                  |
| 133                   | Gil Gelders (BEL)           | 91.                   |
| 134                   | Yves Lampaert (BEL)         | 106.                  |
| 135                   | Fausto Masnada (ITA)        | DNS-2                 |
| 136                   | Louis Vervaeke (BEL)        | 40.                   |
| 137                   | Jordi Warlop (BEL)          | DNF-5                 |

| Team dsm-firmenich PostNL DFP | Team dsm-firmenich PostNL DFP | Team dsm-firmenich PostNL DFP |
| ----------------------------- | ----------------------------- | ----------------------------- |
| Nr                            | Kolarz                        | Miejsce                       |
| 141                           | Oscar Onley (GBR)             | 8.                            |
| 142                           | Tobias Lund Andresen (DEN)    | 127.                          |
| 143                           | Pavel Bittner (CZE)           | 118.                          |
| 144                           | Sean Flynn (GBR)              | 119.                          |
| 145                           | Chris Hamilton (AUS)          | 61.                           |
| 146                           | Gijs Leemreize (NED)          | 44.                           |
| 147                           | Frank van den Broek (NED)     | 29.                           |

| Team Jayco AlUla JAY | Team Jayco AlUla JAY        | Team Jayco AlUla JAY |
| -------------------- | --------------------------- | -------------------- |
| Nr                   | Kolarz                      | Miejsce              |
| 151                  | Mauro Schmid (SUI)          | 60.                  |
| 152                  | Welay Berehe (ETH)          | 80.                  |
| 153                  | Lawson Craddock (USA)       | DNF-5                |
| 154                  | Felix Engelhardt (GER)      | 95.                  |
| 155                  | Anders Foldager (DEN)       | 57.                  |
| 156                  | Amund Grøndahl Jansen (NOR) | 135.                 |
| 157                  | Michael Matthews (AUS)      | 72.                  |

| Team Visma \| Lease a Bike TVL | Team Visma \| Lease a Bike TVL    | Team Visma \| Lease a Bike TVL |
| ------------------------------ | --------------------------------- | ------------------------------ |
| Nr                             | Kolarz                            | Miejsce                        |
| 161                            | Ben Tulett (GBR)                  | 23.                            |
| 162                            | Robert Gesink (NED)               | 67.                            |
| 163                            | Wilco Kelderman (NED)             | 9.                             |
| 164                            | Johannes Staune-Mittet (NOR)      | 26.                            |
| 165                            | Cian Uijtdebroeks (BEL)           | 35.                            |
| 166                            | Milan Vader (NED)                 | 47.                            |
| 167                            | Attila Valter (HUN) (szosa i ITT) | 27.                            |

| UAE Team Emirates UAD | UAE Team Emirates UAD      | UAE Team Emirates UAD |
| --------------------- | -------------------------- | --------------------- |
| Nr                    | Kolarz                     | Miejsce               |
| 171                   | Adam Yates (GBR)           | 1.                    |
| 172                   | Filippo Baroncini (ITA)    | 85.                   |
| 173                   | Jan Christen (SUI)         | 30.                   |
| 174                   | Isaac Del Toro (MEX)       | 13.                   |
| 175                   | Finn Fisher-Black (NZL)    | 73.                   |
| 176                   | João Almeida (POR) (ITT)   | 2.                    |
| 177                   | Marc Hirschi (SUI) (szosa) | 90.                   |

| Israel-Premier Tech IPT | Israel-Premier Tech IPT   | Israel-Premier Tech IPT |
| ----------------------- | ------------------------- | ----------------------- |
| Nr                      | Kolarz                    | Miejsce                 |
| 181                     | Pascal Ackermann (GER)    | 121.                    |
| 182                     | George Bennett (NZL)      | 17.                     |
| 183                     | Marco Frigo (ITA)         | 66.                     |
| 184                     | Matthew Riccitello (USA)  | 5.                      |
| 185                     | Michael Schwarzmann (GER) | 136.                    |
| 186                     | Jake Stewart (GBR)        | DNF-7                   |
| 187                     | Stephen Williams (GBR)    | 81.                     |

| Lotto Dstny LTD | Lotto Dstny LTD        | Lotto Dstny LTD |
| --------------- | ---------------------- | --------------- |
| Nr              | Kolarz                 | Miejsce         |
| 191             | Arnaud De Lie (BEL)    | 109.            |
| 192             | Cédric Beullens (BEL)  | 98.             |
| 193             | Jarrad Drizners (AUS)  | 113.            |
| 194             | Pascal Eenkhoorn (NED) | DNS-6           |
| 195             | Jacopo Guarnieri (ITA) | DNS-5           |
| 196             | Sylvain Moniquet (BEL) | 48.             |
| 197             | Maxim Van Gils (BEL)   | 28.             |

| Q36.5 Pro Cycling Team Q36 | Q36.5 Pro Cycling Team Q36 | Q36.5 Pro Cycling Team Q36 |
| -------------------------- | -------------------------- | -------------------------- |
| Nr                         | Kolarz                     | Miejsce                    |
| 201                        | Matteo Badilatti (SUI)     | 15.                        |
| 202                        | Xabier Azparren (ESP)      | 105.                       |
| 203                        | Gianluca Brambilla (ITA)   | 64.                        |
| 204                        | Walter Calzoni (ITA)       | 82.                        |
| 205                        | David de la Cruz (ESP)     | 14.                        |
| 206                        | Damien Howson (AUS)        | 49.                        |
| 207                        | Kamil Małecki (POL)        | 92.                        |

| Team Corratec-Vini Fantini COR | Team Corratec-Vini Fantini COR | Team Corratec-Vini Fantini COR |
| ------------------------------ | ------------------------------ | ------------------------------ |
| Nr                             | Kolarz                         | Miejsce                        |
| 211                            | Alexandre Balmer (SUI)         | 75.                            |
| 212                            | Matteo Amella (ITA)            | 142.                           |
| 213                            | Valentin Darbellay (SUI)       | 103.                           |
| 214                            | Antoine Debons (SUI)           | 117.                           |
| 215                            | Roberto González (PAN)         | 108.                           |
| 216                            | Marco Murgano (ITA)            | 141.                           |
| 217                            | Jan Stöckli (SUI)              | 128.                           |

| Tudor Pro Cycling Team TUD | Tudor Pro Cycling Team TUD  | Tudor Pro Cycling Team TUD |
| -------------------------- | --------------------------- | -------------------------- |
| Nr                         | Kolarz                      | Miejsce                    |
| 221                        | Yannis Voisard (SUI)        | DNS-7                      |
| 222                        | Marco Brenner (GER)         | 19.                        |
| 223                        | Marius Mayrhofer (GER)      | 76.                        |
| 224                        | Sébastien Reichenbach (SUI) | DNS-6                      |
| 225                        | Roland Thalmann (SUI)       | 56.                        |
| 226                        | Hannes Wilksch (GER)        | 77.                        |
| 227                        | Luc Wirtgen (LUX)           | 99.                        |

| Szwajcaria SUI | Szwajcaria SUI    | Szwajcaria SUI |
| -------------- | ----------------- | -------------- |
| Nr             | Kolarz            | Miejsce        |
| 231            | Antoine Aebi      | DNF-4          |
| 232            | Elia Blum         | 144.           |
| 233            | Christoph Janssen | 143.           |
| 234            | Luca Jenni        | 125.           |
| 235            | Fabio Püntener    | 83.            |
| 236            | Jan Sommer        | 126.           |
| 237            | Félix Stehli      | 139.           |

Legenda: DNF – nie ukończył etapu, OTL – przekroczył limit czasu, DNS – nie wystartował do etapu, DSQ – zdyskwalifikowany. Numer przy skrócie oznacza etap, na którym kolarz opuścił wyścig.

## Wyniki etapów

### Etap 1
| Vaduz - Vaduz | jazda indywidualna na czas | (4,8 km) |

| \| Klasyfikacja etapu \| Klasyfikacja etapu \| Klasyfikacja etapu \| Klasyfikacja etapu \| Klasyfikacja etapu \| \| Kolarz \| Kolarz \| Państwo \| Drużyna \| Czas \| \| ------------------ \| -------------------- \| ------------------ \| --------------------- \| ------------------ \| \| 1. \| Yves Lampaert \| Belgia \| Soudal Quick-Step \| 5' 05" \| \| 2. \| Stefan Bissegger \| Szwajcaria \| EF Education-EasyPost \| + 3" \| \| 3. \| Ethan Hayter \| Wielka Brytania \| Ineos Grenadiers \| + 3" \| \| 4. \| João Almeida \| Portugalia \| UAE Team Emirates \| + 6" \| \| 5. \| Finn Fisher-Black \| Nowa Zelandia \| UAE Team Emirates \| + 7" \| \| 6. \| Samuel Watson \| Wielka Brytania \| Groupama-FDJ \| + 8" \| \| 7. \| Alberto Bettiol \| Włochy \| EF Education-EasyPost \| + 9" \| \| 8. \| Stefan Küng \| Szwajcaria \| Groupama-FDJ \| + 10" \| \| 9. \| Mauro Schmid \| Szwajcaria \| Team Jayco AlUla \| + 10" \| \| 10. \| Søren Kragh Andersen \| Dania \| Alpecin-Deceuninck \| + 10" \| |                      |                 |                       |        |
| |                      |                 |                       |        |
| Źródło: ProCyclingStats |                      |                 |                       |        |
| Klasyfikacja etapu |                      |                 |                       |        |
| Kolarz | Kolarz               | Państwo         | Drużyna               | Czas   |
| 1. | Yves Lampaert        | Belgia          | Soudal Quick-Step     | 5' 05" |
| 2. | Stefan Bissegger     | Szwajcaria      | EF Education-EasyPost | + 3"   |
| 3. | Ethan Hayter         | Wielka Brytania | Ineos Grenadiers      | + 3"   |
| 4. | João Almeida         | Portugalia      | UAE Team Emirates     | + 6"   |
| 5. | Finn Fisher-Black    | Nowa Zelandia   | UAE Team Emirates     | + 7"   |
| 6. | Samuel Watson        | Wielka Brytania | Groupama-FDJ          | + 8"   |
| 7. | Alberto Bettiol      | Włochy          | EF Education-EasyPost | + 9"   |
| 8. | Stefan Küng          | Szwajcaria      | Groupama-FDJ          | + 10"  |
| 9. | Mauro Schmid         | Szwajcaria      | Team Jayco AlUla      | + 10"  |
| 10. | Søren Kragh Andersen | Dania           | Alpecin-Deceuninck    | + 10"  |

| \| Klasyfikacja generalna \| Klasyfikacja generalna \| Klasyfikacja generalna \| Klasyfikacja generalna \| Klasyfikacja generalna \| \| Kolarz \| Kolarz \| Państwo \| Drużyna \| Czas \| \| ---------------------- \| ---------------------- \| ---------------------- \| ---------------------- \| ---------------------- \| \| 1. \| Yves Lampaert \| Belgia \| Soudal Quick-Step \| 5' 05" \| \| 2. \| Stefan Bissegger \| Szwajcaria \| EF Education-EasyPost \| + 3" \| \| 3. \| Ethan Hayter \| Wielka Brytania \| Ineos Grenadiers \| + 4" \| \| 4. \| João Almeida \| Portugalia \| UAE Team Emirates \| + 7" \| \| 5. \| Finn Fisher-Black \| Nowa Zelandia \| UAE Team Emirates \| + 7" \| \| 6. \| Samuel Watson \| Wielka Brytania \| Groupama-FDJ \| + 9" \| \| 7. \| Alberto Bettiol \| Włochy \| EF Education-EasyPost \| + 9" \| \| 8. \| Stefan Küng \| Szwajcaria \| Groupama-FDJ \| + 11" \| \| 9. \| Mauro Schmid \| Szwajcaria \| Team Jayco AlUla \| + 11" \| \| 10. \| Søren Kragh Andersen \| Dania \| Alpecin-Deceuninck \| + 11" \| |                      |                 |                       |        |
| |                      |                 |                       |        |
| Źródło: ProCyclingStats |                      |                 |                       |        |
| Klasyfikacja generalna |                      |                 |                       |        |
| Kolarz | Kolarz               | Państwo         | Drużyna               | Czas   |
| 1. | Yves Lampaert        | Belgia          | Soudal Quick-Step     | 5' 05" |
| 2. | Stefan Bissegger     | Szwajcaria      | EF Education-EasyPost | + 3"   |
| 3. | Ethan Hayter         | Wielka Brytania | Ineos Grenadiers      | + 4"   |
| 4. | João Almeida         | Portugalia      | UAE Team Emirates     | + 7"   |
| 5. | Finn Fisher-Black    | Nowa Zelandia   | UAE Team Emirates     | + 7"   |
| 6. | Samuel Watson        | Wielka Brytania | Groupama-FDJ          | + 9"   |
| 7. | Alberto Bettiol      | Włochy          | EF Education-EasyPost | + 9"   |
| 8. | Stefan Küng          | Szwajcaria      | Groupama-FDJ          | + 11"  |
| 9. | Mauro Schmid         | Szwajcaria      | Team Jayco AlUla      | + 11"  |
| 10. | Søren Kragh Andersen | Dania           | Alpecin-Deceuninck    | + 11"  |

### Etap 2
| Vaduz - Regensdorf | pagórkowaty | (177,3 km) |

| \| Klasyfikacja etapu \| Klasyfikacja etapu \| Klasyfikacja etapu \| Klasyfikacja etapu \| Klasyfikacja etapu \| \| Kolarz \| Kolarz \| Państwo \| Drużyna \| Czas \| \| ------------------ \| ------------------ \| ------------------ \| --------------------- \| ------------------ \| \| 1. \| Bryan Coquard \| Francja \| Cofidis \| 4h 06' 39" \| \| 2. \| Michael Matthews \| Australia \| Team Jayco AlUla \| + 0" \| \| 3. \| Arnaud De Lie \| Belgia \| Lotto Dstny \| + 0" \| \| 4. \| Brandon Rivera \| Kolumbia \| Ineos Grenadiers \| + 0" \| \| 5. \| Rui Costa \| Portugalia \| EF Education-EasyPost \| + 0" \| \| 6. \| Axel Laurance \| Francja \| Alpecin-Deceuninck \| + 0" \| \| 7. \| Thomas Pidcock \| Wielka Brytania \| Ineos Grenadiers \| + 0" \| \| 8. \| Roger Adrià \| Hiszpania \| Bora-Hansgrohe \| + 0" \| \| 9. \| Francesco Busatto \| Włochy \| Intermarché-Wanty \| + 0" \| \| 10. \| Stephen Williams \| Wielka Brytania \| Israel-Premier Tech \| + 0" \| |                   |                 |                       |            |
| |                   |                 |                       |            |
| Źródło: ProCyclingStats |                   |                 |                       |            |
| Klasyfikacja etapu |                   |                 |                       |            |
| Kolarz | Kolarz            | Państwo         | Drużyna               | Czas       |
| 1. | Bryan Coquard     | Francja         | Cofidis               | 4h 06' 39" |
| 2. | Michael Matthews  | Australia       | Team Jayco AlUla      | + 0"       |
| 3. | Arnaud De Lie     | Belgia          | Lotto Dstny           | + 0"       |
| 4. | Brandon Rivera    | Kolumbia        | Ineos Grenadiers      | + 0"       |
| 5. | Rui Costa         | Portugalia      | EF Education-EasyPost | + 0"       |
| 6. | Axel Laurance     | Francja         | Alpecin-Deceuninck    | + 0"       |
| 7. | Thomas Pidcock    | Wielka Brytania | Ineos Grenadiers      | + 0"       |
| 8. | Roger Adrià       | Hiszpania       | Bora-Hansgrohe        | + 0"       |
| 9. | Francesco Busatto | Włochy          | Intermarché-Wanty     | + 0"       |
| 10. | Stephen Williams  | Wielka Brytania | Israel-Premier Tech   | + 0"       |

| \| Klasyfikacja generalna \| Klasyfikacja generalna \| Klasyfikacja generalna \| Klasyfikacja generalna \| Klasyfikacja generalna \| \| Kolarz \| Kolarz \| Państwo \| Drużyna \| Czas \| \| ---------------------- \| ---------------------- \| ---------------------- \| ---------------------- \| ---------------------- \| \| 1. \| Yves Lampaert \| Belgia \| Soudal Quick-Step \| 4h 11' 44" \| \| 2. \| Ethan Hayter \| Wielka Brytania \| Ineos Grenadiers \| + 4" \| \| 3. \| João Almeida \| Portugalia \| UAE Team Emirates \| + 7" \| \| 4. \| Finn Fisher-Black \| Nowa Zelandia \| UAE Team Emirates \| + 7" \| \| 5. \| Michael Matthews \| Australia \| Team Jayco AlUla \| + 7" \| \| 6. \| Samuel Watson \| Wielka Brytania \| Groupama-FDJ \| + 9" \| \| 7. \| Alberto Bettiol \| Włochy \| EF Education-EasyPost \| + 9" \| \| 8. \| Stefan Küng \| Szwajcaria \| Groupama-FDJ \| + 11" \| \| 9. \| Mauro Schmid \| Szwajcaria \| Team Jayco AlUla \| + 11" \| \| 10. \| Søren Kragh Andersen \| Dania \| Alpecin-Deceuninck \| + 11" \| |                      |                 |                       |            |
| |                      |                 |                       |            |
| Źródło: ProCyclingStats |                      |                 |                       |            |
| Klasyfikacja generalna |                      |                 |                       |            |
| Kolarz | Kolarz               | Państwo         | Drużyna               | Czas       |
| 1. | Yves Lampaert        | Belgia          | Soudal Quick-Step     | 4h 11' 44" |
| 2. | Ethan Hayter         | Wielka Brytania | Ineos Grenadiers      | + 4"       |
| 3. | João Almeida         | Portugalia      | UAE Team Emirates     | + 7"       |
| 4. | Finn Fisher-Black    | Nowa Zelandia   | UAE Team Emirates     | + 7"       |
| 5. | Michael Matthews     | Australia       | Team Jayco AlUla      | + 7"       |
| 6. | Samuel Watson        | Wielka Brytania | Groupama-FDJ          | + 9"       |
| 7. | Alberto Bettiol      | Włochy          | EF Education-EasyPost | + 9"       |
| 8. | Stefan Küng          | Szwajcaria      | Groupama-FDJ          | + 11"      |
| 9. | Mauro Schmid         | Szwajcaria      | Team Jayco AlUla      | + 11"      |
| 10. | Søren Kragh Andersen | Dania           | Alpecin-Deceuninck    | + 11"      |

### Etap 3
| Steinmaur - Rüschlikon | płaski | (161,7 km) |

| \| Klasyfikacja etapu \| Klasyfikacja etapu \| Klasyfikacja etapu \| Klasyfikacja etapu \| Klasyfikacja etapu \| \| Kolarz \| Kolarz \| Państwo \| Drużyna \| Czas \| \| ------------------ \| ------------------ \| ------------------ \| -------------------------- \| ------------------ \| \| 1. \| Thibau Nys \| Belgia \| Lidl-Trek \| 3h 27' 31" \| \| 2. \| Stephen Williams \| Wielka Brytania \| Israel-Premier Tech \| + 0" \| \| 3. \| Alberto Bettiol \| Włochy \| EF Education-EasyPost \| + 0" \| \| 4. \| Roger Adrià \| Hiszpania \| Bora-Hansgrohe \| + 0" \| \| 5. \| Paul Lapeira \| Francja \| Decathlon-AG2R La Mondiale \| + 0" \| \| 6. \| Wilco Kelderman \| Holandia \| Team Visma \\| Lease a Bike \| + 0" \| \| 7. \| Adam Yates \| Wielka Brytania \| UAE Team Emirates \| + 0" \| \| 8. \| Mattias Skjelmose \| Dania \| Lidl-Trek \| + 3" \| \| 9. \| Ben Tulett \| Wielka Brytania \| Team Visma \\| Lease a Bike \| + 3" \| \| 10. \| Richard Carapaz \| Ekwador \| EF Education-EasyPost \| + 3" \| |                   |                 |                            |            |
| |                   |                 |                            |            |
| Źródło: ProCyclingStats |                   |                 |                            |            |
| Klasyfikacja etapu |                   |                 |                            |            |
| Kolarz | Kolarz            | Państwo         | Drużyna                    | Czas       |
| 1. | Thibau Nys        | Belgia          | Lidl-Trek                  | 3h 27' 31" |
| 2. | Stephen Williams  | Wielka Brytania | Israel-Premier Tech        | + 0"       |
| 3. | Alberto Bettiol   | Włochy          | EF Education-EasyPost      | + 0"       |
| 4. | Roger Adrià       | Hiszpania       | Bora-Hansgrohe             | + 0"       |
| 5. | Paul Lapeira      | Francja         | Decathlon-AG2R La Mondiale | + 0"       |
| 6. | Wilco Kelderman   | Holandia        | Team Visma \| Lease a Bike | + 0"       |
| 7. | Adam Yates        | Wielka Brytania | UAE Team Emirates          | + 0"       |
| 8. | Mattias Skjelmose | Dania           | Lidl-Trek                  | + 3"       |
| 9. | Ben Tulett        | Wielka Brytania | Team Visma \| Lease a Bike | + 3"       |
| 10. | Richard Carapaz   | Ekwador         | EF Education-EasyPost      | + 3"       |

| \| Klasyfikacja generalna \| Klasyfikacja generalna \| Klasyfikacja generalna \| Klasyfikacja generalna \| Klasyfikacja generalna \| \| Kolarz \| Kolarz \| Państwo \| Drużyna \| Czas \| \| ---------------------- \| ---------------------- \| ---------------------- \| -------------------------- \| ---------------------- \| \| 1. \| Alberto Bettiol \| Włochy \| EF Education-EasyPost \| 7h 39' 20" \| \| 2. \| Ethan Hayter \| Wielka Brytania \| Ineos Grenadiers \| + 6" \| \| 3. \| Wilco Kelderman \| Holandia \| Team Visma \\| Lease a Bike \| + 6" \| \| 4. \| Stephen Williams \| Wielka Brytania \| Israel-Premier Tech \| + 3" \| \| 5. \| João Almeida \| Portugalia \| UAE Team Emirates \| + 9" \| \| 6. \| Finn Fisher-Black \| Nowa Zelandia \| UAE Team Emirates \| + 9" \| \| 7. \| Mattias Skjelmose \| Dania \| Lidl-Trek \| + 9" \| \| 8. \| Adam Yates \| Wielka Brytania \| UAE Team Emirates \| + 10" \| \| 9. \| Jan Christen \| Szwajcaria \| UAE Team Emirates \| + 11" \| \| 10. \| Roger Adrià \| Hiszpania \| Bora-Hansgrohe \| + 13" \| |                   |                 |                            |            |
| |                   |                 |                            |            |
| Źródło: ProCyclingStats |                   |                 |                            |            |
| Klasyfikacja generalna |                   |                 |                            |            |
| Kolarz | Kolarz            | Państwo         | Drużyna                    | Czas       |
| 1. | Alberto Bettiol   | Włochy          | EF Education-EasyPost      | 7h 39' 20" |
| 2. | Ethan Hayter      | Wielka Brytania | Ineos Grenadiers           | + 6"       |
| 3. | Wilco Kelderman   | Holandia        | Team Visma \| Lease a Bike | + 6"       |
| 4. | Stephen Williams  | Wielka Brytania | Israel-Premier Tech        | + 3"       |
| 5. | João Almeida      | Portugalia      | UAE Team Emirates          | + 9"       |
| 6. | Finn Fisher-Black | Nowa Zelandia   | UAE Team Emirates          | + 9"       |
| 7. | Mattias Skjelmose | Dania           | Lidl-Trek                  | + 9"       |
| 8. | Adam Yates        | Wielka Brytania | UAE Team Emirates          | + 10"      |
| 9. | Jan Christen      | Szwajcaria      | UAE Team Emirates          | + 11"      |
| 10. | Roger Adrià       | Hiszpania       | Bora-Hansgrohe             | + 13"      |

### Etap 4
| Rüschlikon - Przełęcz Świętego Gotarda | górski | (171 km) |

| \| Klasyfikacja etapu \| Klasyfikacja etapu \| Klasyfikacja etapu \| Klasyfikacja etapu \| Klasyfikacja etapu \| \| Kolarz \| Kolarz \| Państwo \| Drużyna \| Czas \| \| ------------------ \| ------------------ \| ------------------ \| -------------------------- \| ------------------ \| \| 1. \| Torstein Træen \| Norwegia \| Bahrain Victorious \| 4h 10' 21" \| \| 2. \| Adam Yates \| Wielka Brytania \| UAE Team Emirates \| + 23" \| \| 3. \| Mattias Skjelmose \| Dania \| Lidl-Trek \| + 48" \| \| 4. \| João Almeida \| Portugalia \| UAE Team Emirates \| + 48" \| \| 5. \| Egan Bernal \| Kolumbia \| Ineos Grenadiers \| + 1' 00" \| \| 6. \| Oscar Onley \| Wielka Brytania \| Team dsm-firmenich PostNL \| + 1' 27" \| \| 7. \| Enric Mas \| Hiszpania \| Movistar Team \| + 1' 27" \| \| 8. \| Felix Gall \| Austria \| Decathlon-AG2R La Mondiale \| + 1' 27" \| \| 9. \| Cian Uijtdebroeks \| Belgia \| Team Visma \\| Lease a Bike \| + 1' 27" \| \| 10. \| Matthew Riccitello \| Stany Zjednoczone \| Israel-Premier Tech \| + 1' 27" \| |                    |                   |                            |            |
| |                    |                   |                            |            |
| Źródło: ProCyclingStats |                    |                   |                            |            |
| Klasyfikacja etapu |                    |                   |                            |            |
| Kolarz | Kolarz             | Państwo           | Drużyna                    | Czas       |
| 1. | Torstein Træen     | Norwegia          | Bahrain Victorious         | 4h 10' 21" |
| 2. | Adam Yates         | Wielka Brytania   | UAE Team Emirates          | + 23"      |
| 3. | Mattias Skjelmose  | Dania             | Lidl-Trek                  | + 48"      |
| 4. | João Almeida       | Portugalia        | UAE Team Emirates          | + 48"      |
| 5. | Egan Bernal        | Kolumbia          | Ineos Grenadiers           | + 1' 00"   |
| 6. | Oscar Onley        | Wielka Brytania   | Team dsm-firmenich PostNL  | + 1' 27"   |
| 7. | Enric Mas          | Hiszpania         | Movistar Team              | + 1' 27"   |
| 8. | Felix Gall         | Austria           | Decathlon-AG2R La Mondiale | + 1' 27"   |
| 9. | Cian Uijtdebroeks  | Belgia            | Team Visma \| Lease a Bike | + 1' 27"   |
| 10. | Matthew Riccitello | Stany Zjednoczone | Israel-Premier Tech        | + 1' 27"   |

| \| Klasyfikacja generalna \| Klasyfikacja generalna \| Klasyfikacja generalna \| Klasyfikacja generalna \| Klasyfikacja generalna \| \| Kolarz \| Kolarz \| Państwo \| Drużyna \| Czas \| \| ---------------------- \| ---------------------- \| ---------------------- \| -------------------------- \| ---------------------- \| \| 1. \| Adam Yates \| Wielka Brytania \| UAE Team Emirates \| 11h 50' 08" \| \| 2. \| João Almeida \| Portugalia \| UAE Team Emirates \| + 26" \| \| 3. \| Mattias Skjelmose \| Dania \| Lidl-Trek \| + 26" \| \| 4. \| Egan Bernal \| Kolumbia \| Ineos Grenadiers \| + 49" \| \| 5. \| Wilco Kelderman \| Holandia \| Team Visma \\| Lease a Bike \| + 1' 15" \| \| 6. \| Oscar Onley \| Wielka Brytania \| Team dsm-firmenich PostNL \| + 1' 17" \| \| 7. \| Enric Mas \| Hiszpania \| Movistar Team \| + 1' 17" \| \| 8. \| Cian Uijtdebroeks \| Belgia \| Team Visma \\| Lease a Bike \| + 1' 21" \| \| 9. \| Matthew Riccitello \| Stany Zjednoczone \| Israel-Premier Tech \| + 1' 25" \| \| 10. \| Felix Gall \| Austria \| Decathlon-AG2R La Mondiale \| + 1' 42" \| |                    |                   |                            |             |
| |                    |                   |                            |             |
| Źródło: ProCyclingStats |                    |                   |                            |             |
| Klasyfikacja generalna |                    |                   |                            |             |
| Kolarz | Kolarz             | Państwo           | Drużyna                    | Czas        |
| 1. | Adam Yates         | Wielka Brytania   | UAE Team Emirates          | 11h 50' 08" |
| 2. | João Almeida       | Portugalia        | UAE Team Emirates          | + 26"       |
| 3. | Mattias Skjelmose  | Dania             | Lidl-Trek                  | + 26"       |
| 4. | Egan Bernal        | Kolumbia          | Ineos Grenadiers           | + 49"       |
| 5. | Wilco Kelderman    | Holandia          | Team Visma \| Lease a Bike | + 1' 15"    |
| 6. | Oscar Onley        | Wielka Brytania   | Team dsm-firmenich PostNL  | + 1' 17"    |
| 7. | Enric Mas          | Hiszpania         | Movistar Team              | + 1' 17"    |
| 8. | Cian Uijtdebroeks  | Belgia            | Team Visma \| Lease a Bike | + 1' 21"    |
| 9. | Matthew Riccitello | Stany Zjednoczone | Israel-Premier Tech        | + 1' 25"    |
| 10. | Felix Gall         | Austria           | Decathlon-AG2R La Mondiale | + 1' 42"    |

### Etap 5
| Ambrì - Carì | górski | (148,6 km) |

| \| Klasyfikacja etapu \| Klasyfikacja etapu \| Klasyfikacja etapu \| Klasyfikacja etapu \| Klasyfikacja etapu \| \| Kolarz \| Kolarz \| Państwo \| Drużyna \| Czas \| \| ------------------ \| ------------------ \| ------------------ \| -------------------------- \| ------------------ \| \| 1. \| Adam Yates \| Wielka Brytania \| UAE Team Emirates \| 3h 54' 37" \| \| 2. \| João Almeida \| Portugalia \| UAE Team Emirates \| + 5" \| \| 3. \| Egan Bernal \| Kolumbia \| Ineos Grenadiers \| + 16" \| \| 4. \| Matthew Riccitello \| Stany Zjednoczone \| Israel-Premier Tech \| + 18" \| \| 5. \| Enric Mas \| Hiszpania \| Movistar Team \| + 22" \| \| 6. \| Oscar Onley \| Wielka Brytania \| Team dsm-firmenich PostNL \| + 54" \| \| 7. \| Thomas Pidcock \| Wielka Brytania \| Ineos Grenadiers \| + 54" \| \| 8. \| Sergio Higuita \| Kolumbia \| Bora-Hansgrohe \| + 1' 03" \| \| 9. \| Felix Gall \| Austria \| Decathlon-AG2R La Mondiale \| + 1' 13" \| \| 10. \| Cian Uijtdebroeks \| Belgia \| Team Visma \\| Lease a Bike \| + 1' 20" \| |                    |                   |                            |            |
| |                    |                   |                            |            |
| Źródło: ProCyclingStats |                    |                   |                            |            |
| Klasyfikacja etapu |                    |                   |                            |            |
| Kolarz | Kolarz             | Państwo           | Drużyna                    | Czas       |
| 1. | Adam Yates         | Wielka Brytania   | UAE Team Emirates          | 3h 54' 37" |
| 2. | João Almeida       | Portugalia        | UAE Team Emirates          | + 5"       |
| 3. | Egan Bernal        | Kolumbia          | Ineos Grenadiers           | + 16"      |
| 4. | Matthew Riccitello | Stany Zjednoczone | Israel-Premier Tech        | + 18"      |
| 5. | Enric Mas          | Hiszpania         | Movistar Team              | + 22"      |
| 6. | Oscar Onley        | Wielka Brytania   | Team dsm-firmenich PostNL  | + 54"      |
| 7. | Thomas Pidcock     | Wielka Brytania   | Ineos Grenadiers           | + 54"      |
| 8. | Sergio Higuita     | Kolumbia          | Bora-Hansgrohe             | + 1' 03"   |
| 9. | Felix Gall         | Austria           | Decathlon-AG2R La Mondiale | + 1' 13"   |
| 10. | Cian Uijtdebroeks  | Belgia            | Team Visma \| Lease a Bike | + 1' 20"   |

| \| Klasyfikacja generalna \| Klasyfikacja generalna \| Klasyfikacja generalna \| Klasyfikacja generalna \| Klasyfikacja generalna \| \| Kolarz \| Kolarz \| Państwo \| Drużyna \| Czas \| \| ---------------------- \| ---------------------- \| ---------------------- \| -------------------------- \| ---------------------- \| \| 1. \| Adam Yates \| Wielka Brytania \| UAE Team Emirates \| 15h 44' 35" \| \| 2. \| João Almeida \| Portugalia \| UAE Team Emirates \| + 35" \| \| 3. \| Egan Bernal \| Kolumbia \| Ineos Grenadiers \| + 1' 11" \| \| 4. \| Enric Mas \| Hiszpania \| Movistar Team \| + 1' 49" \| \| 5. \| Matthew Riccitello \| Stany Zjednoczone \| Israel-Premier Tech \| + 1' 53" \| \| 6. \| Mattias Skjelmose \| Dania \| Lidl-Trek \| + 2' 17" \| \| 7. \| Oscar Onley \| Wielka Brytania \| Team dsm-firmenich PostNL \| + 2' 21" \| \| 8. \| Thomas Pidcock \| Wielka Brytania \| Ineos Grenadiers \| + 2' 46" \| \| 9. \| Cian Uijtdebroeks \| Belgia \| Team Visma \\| Lease a Bike \| + 2' 51" \| \| 10. \| Sergio Higuita \| Kolumbia \| Bora-Hansgrohe \| + 3' 01" \| |                    |                   |                            |             |
| |                    |                   |                            |             |
| Źródło: ProCyclingStats |                    |                   |                            |             |
| Klasyfikacja generalna |                    |                   |                            |             |
| Kolarz | Kolarz             | Państwo           | Drużyna                    | Czas        |
| 1. | Adam Yates         | Wielka Brytania   | UAE Team Emirates          | 15h 44' 35" |
| 2. | João Almeida       | Portugalia        | UAE Team Emirates          | + 35"       |
| 3. | Egan Bernal        | Kolumbia          | Ineos Grenadiers           | + 1' 11"    |
| 4. | Enric Mas          | Hiszpania         | Movistar Team              | + 1' 49"    |
| 5. | Matthew Riccitello | Stany Zjednoczone | Israel-Premier Tech        | + 1' 53"    |
| 6. | Mattias Skjelmose  | Dania             | Lidl-Trek                  | + 2' 17"    |
| 7. | Oscar Onley        | Wielka Brytania   | Team dsm-firmenich PostNL  | + 2' 21"    |
| 8. | Thomas Pidcock     | Wielka Brytania   | Ineos Grenadiers           | + 2' 46"    |
| 9. | Cian Uijtdebroeks  | Belgia            | Team Visma \| Lease a Bike | + 2' 51"    |
| 10. | Sergio Higuita     | Kolumbia          | Bora-Hansgrohe             | + 3' 01"    |

### Etap 6
| Ulrichen - Blatten (Lötschen) | górski | (42,5 km) |

| \| Klasyfikacja etapu \| Klasyfikacja etapu \| Klasyfikacja etapu \| Klasyfikacja etapu \| Klasyfikacja etapu \| \| Kolarz \| Kolarz \| Państwo \| Drużyna \| Czas \| \| ------------------ \| ------------------ \| ------------------ \| -------------------------- \| ------------------ \| \| 1. \| João Almeida \| Portugalia \| UAE Team Emirates \| 55' 13" \| \| 2. \| Adam Yates \| Wielka Brytania \| UAE Team Emirates \| + 4" \| \| 3. \| Mattias Skjelmose \| Dania \| Lidl-Trek \| + 9" \| \| 4. \| Egan Bernal \| Kolumbia \| Ineos Grenadiers \| + 15" \| \| 5. \| Lenny Martinez \| Francja \| Groupama-FDJ \| + 35" \| \| 6. \| Thomas Pidcock \| Wielka Brytania \| Ineos Grenadiers \| + 40" \| \| 7. \| Enric Mas \| Hiszpania \| Movistar Team \| + 47" \| \| 8. \| Matthew Riccitello \| Stany Zjednoczone \| Israel-Premier Tech \| + 47" \| \| 9. \| Pelayo Sánchez \| Hiszpania \| Movistar Team \| + 54" \| \| 10. \| Felix Gall \| Austria \| Decathlon-AG2R La Mondiale \| + 54" \| |                    |                   |                            |         |
| |                    |                   |                            |         |
| Źródło: ProCyclingStats |                    |                   |                            |         |
| Klasyfikacja etapu |                    |                   |                            |         |
| Kolarz | Kolarz             | Państwo           | Drużyna                    | Czas    |
| 1. | João Almeida       | Portugalia        | UAE Team Emirates          | 55' 13" |
| 2. | Adam Yates         | Wielka Brytania   | UAE Team Emirates          | + 4"    |
| 3. | Mattias Skjelmose  | Dania             | Lidl-Trek                  | + 9"    |
| 4. | Egan Bernal        | Kolumbia          | Ineos Grenadiers           | + 15"   |
| 5. | Lenny Martinez     | Francja           | Groupama-FDJ               | + 35"   |
| 6. | Thomas Pidcock     | Wielka Brytania   | Ineos Grenadiers           | + 40"   |
| 7. | Enric Mas          | Hiszpania         | Movistar Team              | + 47"   |
| 8. | Matthew Riccitello | Stany Zjednoczone | Israel-Premier Tech        | + 47"   |
| 9. | Pelayo Sánchez     | Hiszpania         | Movistar Team              | + 54"   |
| 10. | Felix Gall         | Austria           | Decathlon-AG2R La Mondiale | + 54"   |

| \| Klasyfikacja generalna \| Klasyfikacja generalna \| Klasyfikacja generalna \| Klasyfikacja generalna \| Klasyfikacja generalna \| \| Kolarz \| Kolarz \| Państwo \| Drużyna \| Czas \| \| ---------------------- \| ---------------------- \| ---------------------- \| -------------------------- \| ---------------------- \| \| 1. \| Adam Yates \| Wielka Brytania \| UAE Team Emirates \| 16h 39' 46" \| \| 2. \| João Almeida \| Portugalia \| UAE Team Emirates \| + 27" \| \| 3. \| Egan Bernal \| Kolumbia \| Ineos Grenadiers \| + 1' 28" \| \| 4. \| Mattias Skjelmose \| Dania \| Lidl-Trek \| + 2' 24" \| \| 5. \| Enric Mas \| Hiszpania \| Movistar Team \| + 2' 38" \| \| 6. \| Matthew Riccitello \| Stany Zjednoczone \| Israel-Premier Tech \| + 2' 42" \| \| 7. \| Thomas Pidcock \| Wielka Brytania \| Ineos Grenadiers \| + 3' 28" \| \| 8. \| Oscar Onley \| Wielka Brytania \| Team dsm-firmenich PostNL \| + 3' 37" \| \| 9. \| Felix Gall \| Austria \| Decathlon-AG2R La Mondiale \| + 4' 01" \| \| 10. \| Pelayo Sánchez \| Hiszpania \| Movistar Team \| + 4' 28" \| |                    |                   |                            |             |
| |                    |                   |                            |             |
| Źródło: ProCyclingStats |                    |                   |                            |             |
| Klasyfikacja generalna |                    |                   |                            |             |
| Kolarz | Kolarz             | Państwo           | Drużyna                    | Czas        |
| 1. | Adam Yates         | Wielka Brytania   | UAE Team Emirates          | 16h 39' 46" |
| 2. | João Almeida       | Portugalia        | UAE Team Emirates          | + 27"       |
| 3. | Egan Bernal        | Kolumbia          | Ineos Grenadiers           | + 1' 28"    |
| 4. | Mattias Skjelmose  | Dania             | Lidl-Trek                  | + 2' 24"    |
| 5. | Enric Mas          | Hiszpania         | Movistar Team              | + 2' 38"    |
| 6. | Matthew Riccitello | Stany Zjednoczone | Israel-Premier Tech        | + 2' 42"    |
| 7. | Thomas Pidcock     | Wielka Brytania   | Ineos Grenadiers           | + 3' 28"    |
| 8. | Oscar Onley        | Wielka Brytania   | Team dsm-firmenich PostNL  | + 3' 37"    |
| 9. | Felix Gall         | Austria           | Decathlon-AG2R La Mondiale | + 4' 01"    |
| 10. | Pelayo Sánchez     | Hiszpania         | Movistar Team              | + 4' 28"    |

### Etap 7
| Villars-sur-Ollon - Villars-sur-Ollon | górski | (118,2 km) |

| \| Klasyfikacja etapu \| Klasyfikacja etapu \| Klasyfikacja etapu \| Klasyfikacja etapu \| Klasyfikacja etapu \| \| Kolarz \| Kolarz \| Państwo \| Drużyna \| Czas \| \| ------------------ \| ------------------ \| ------------------ \| -------------------------- \| ------------------ \| \| 1. \| Adam Yates \| Wielka Brytania \| UAE Team Emirates \| 3h 05' 41" \| \| 2. \| João Almeida \| Portugalia \| UAE Team Emirates \| + 0" \| \| 3. \| Matthew Riccitello \| Stany Zjednoczone \| Israel-Premier Tech \| + 14" \| \| 4. \| Wilco Kelderman \| Holandia \| Team Visma \\| Lease a Bike \| + 16" \| \| 5. \| Mattias Skjelmose \| Dania \| Lidl-Trek \| + 16" \| \| 6. \| Egan Bernal \| Kolumbia \| Ineos Grenadiers \| + 16" \| \| 7. \| Oscar Onley \| Wielka Brytania \| Team dsm-firmenich PostNL \| + 16" \| \| 8. \| Thomas Pidcock \| Wielka Brytania \| Ineos Grenadiers \| + 16" \| \| 9. \| Felix Gall \| Austria \| Decathlon-AG2R La Mondiale \| + 32" \| \| 10. \| Enric Mas \| Hiszpania \| Movistar Team \| + 35" \| |                    |                   |                            |            |
| |                    |                   |                            |            |
| Źródło: ProCyclingStats |                    |                   |                            |            |
| Klasyfikacja etapu |                    |                   |                            |            |
| Kolarz | Kolarz             | Państwo           | Drużyna                    | Czas       |
| 1. | Adam Yates         | Wielka Brytania   | UAE Team Emirates          | 3h 05' 41" |
| 2. | João Almeida       | Portugalia        | UAE Team Emirates          | + 0"       |
| 3. | Matthew Riccitello | Stany Zjednoczone | Israel-Premier Tech        | + 14"      |
| 4. | Wilco Kelderman    | Holandia          | Team Visma \| Lease a Bike | + 16"      |
| 5. | Mattias Skjelmose  | Dania             | Lidl-Trek                  | + 16"      |
| 6. | Egan Bernal        | Kolumbia          | Ineos Grenadiers           | + 16"      |
| 7. | Oscar Onley        | Wielka Brytania   | Team dsm-firmenich PostNL  | + 16"      |
| 8. | Thomas Pidcock     | Wielka Brytania   | Ineos Grenadiers           | + 16"      |
| 9. | Felix Gall         | Austria           | Decathlon-AG2R La Mondiale | + 32"      |
| 10. | Enric Mas          | Hiszpania         | Movistar Team              | + 35"      |

| \| Klasyfikacja generalna \| Klasyfikacja generalna \| Klasyfikacja generalna \| Klasyfikacja generalna \| Klasyfikacja generalna \| \| Kolarz \| Kolarz \| Państwo \| Drużyna \| Czas \| \| ---------------------- \| ---------------------- \| ---------------------- \| -------------------------- \| ---------------------- \| \| 1. \| Adam Yates \| Wielka Brytania \| UAE Team Emirates \| 19h 45' 17" \| \| 2. \| João Almeida \| Portugalia \| UAE Team Emirates \| + 31" \| \| 3. \| Egan Bernal \| Kolumbia \| Ineos Grenadiers \| + 1' 51" \| \| 4. \| Mattias Skjelmose \| Dania \| Lidl-Trek \| + 2' 50" \| \| 5. \| Matthew Riccitello \| Stany Zjednoczone \| Israel-Premier Tech \| + 3' 02" \| \| 6. \| Enric Mas \| Hiszpania \| Movistar Team \| + 3' 23" \| \| 7. \| Thomas Pidcock \| Wielka Brytania \| Ineos Grenadiers \| + 3' 54" \| \| 8. \| Oscar Onley \| Wielka Brytania \| Team dsm-firmenich PostNL \| + 4' 03" \| \| 9. \| Felix Gall \| Austria \| Decathlon-AG2R La Mondiale \| + 4' 41" \| \| 10. \| Wilco Kelderman \| Holandia \| Team Visma \\| Lease a Bike \| + 4' 59" \| |                    |                   |                            |             |
| |                    |                   |                            |             |
| Źródło: ProCyclingStats |                    |                   |                            |             |
| Klasyfikacja generalna |                    |                   |                            |             |
| Kolarz | Kolarz             | Państwo           | Drużyna                    | Czas        |
| 1. | Adam Yates         | Wielka Brytania   | UAE Team Emirates          | 19h 45' 17" |
| 2. | João Almeida       | Portugalia        | UAE Team Emirates          | + 31"       |
| 3. | Egan Bernal        | Kolumbia          | Ineos Grenadiers           | + 1' 51"    |
| 4. | Mattias Skjelmose  | Dania             | Lidl-Trek                  | + 2' 50"    |
| 5. | Matthew Riccitello | Stany Zjednoczone | Israel-Premier Tech        | + 3' 02"    |
| 6. | Enric Mas          | Hiszpania         | Movistar Team              | + 3' 23"    |
| 7. | Thomas Pidcock     | Wielka Brytania   | Ineos Grenadiers           | + 3' 54"    |
| 8. | Oscar Onley        | Wielka Brytania   | Team dsm-firmenich PostNL  | + 4' 03"    |
| 9. | Felix Gall         | Austria           | Decathlon-AG2R La Mondiale | + 4' 41"    |
| 10. | Wilco Kelderman    | Holandia          | Team Visma \| Lease a Bike | + 4' 59"    |

### Etap 8
| Villars-sur-Ollon - Villars-sur-Ollon | jazda indywidualna na czas pod górę | (15,7 km) |

| \| Klasyfikacja etapu \| Klasyfikacja etapu \| Klasyfikacja etapu \| Klasyfikacja etapu \| Klasyfikacja etapu \| \| Kolarz \| Kolarz \| Państwo \| Drużyna \| Czas \| \| ------------------ \| ------------------ \| ------------------ \| -------------------------- \| ------------------ \| \| 1. \| João Almeida \| Portugalia \| UAE Team Emirates \| 33' 23" \| \| 2. \| Adam Yates \| Wielka Brytania \| UAE Team Emirates \| + 8" \| \| 3. \| Mattias Skjelmose \| Dania \| Lidl-Trek \| + 20" \| \| 4. \| Matthew Riccitello \| Stany Zjednoczone \| Israel-Premier Tech \| + 37" \| \| 5. \| Thomas Pidcock \| Wielka Brytania \| Ineos Grenadiers \| + 50" \| \| 6. \| Lenny Martinez \| Francja \| Groupama-FDJ \| + 55" \| \| 7. \| Pelayo Sánchez \| Hiszpania \| Movistar Team \| + 1' 21" \| \| 8. \| David de la Cruz \| Hiszpania \| Q36.5 Pro Cycling Team \| + 1' 25" \| \| 9. \| Egan Bernal \| Kolumbia \| Ineos Grenadiers \| + 1' 30" \| \| 10. \| Wilco Kelderman \| Holandia \| Team Visma \\| Lease a Bike \| + 1' 40" \| |                    |                   |                            |          |
| |                    |                   |                            |          |
| Źródło: ProCyclingStats |                    |                   |                            |          |
| Klasyfikacja etapu |                    |                   |                            |          |
| Kolarz | Kolarz             | Państwo           | Drużyna                    | Czas     |
| 1. | João Almeida       | Portugalia        | UAE Team Emirates          | 33' 23"  |
| 2. | Adam Yates         | Wielka Brytania   | UAE Team Emirates          | + 8"     |
| 3. | Mattias Skjelmose  | Dania             | Lidl-Trek                  | + 20"    |
| 4. | Matthew Riccitello | Stany Zjednoczone | Israel-Premier Tech        | + 37"    |
| 5. | Thomas Pidcock     | Wielka Brytania   | Ineos Grenadiers           | + 50"    |
| 6. | Lenny Martinez     | Francja           | Groupama-FDJ               | + 55"    |
| 7. | Pelayo Sánchez     | Hiszpania         | Movistar Team              | + 1' 21" |
| 8. | David de la Cruz   | Hiszpania         | Q36.5 Pro Cycling Team     | + 1' 25" |
| 9. | Egan Bernal        | Kolumbia          | Ineos Grenadiers           | + 1' 30" |
| 10. | Wilco Kelderman    | Holandia          | Team Visma \| Lease a Bike | + 1' 40" |

## Klasyfikacje

### Klasyfikacja generalna
| \| Klasyfikacja generalna \| Klasyfikacja generalna \| Klasyfikacja generalna \| Klasyfikacja generalna \| Klasyfikacja generalna \| \| Kolarz \| Kolarz \| Państwo \| Drużyna \| Czas \| \| ---------------------- \| ---------------------- \| ---------------------- \| -------------------------- \| ---------------------- \| \| 1. \| Adam Yates \| Wielka Brytania \| UAE Team Emirates \| 20h 18' 49" \| \| 2. \| João Almeida \| Portugalia \| UAE Team Emirates \| + 22" \| \| 3. \| Mattias Skjelmose \| Dania \| Lidl-Trek \| + 3' 02" \| \| 4. \| Egan Bernal \| Kolumbia \| Ineos Grenadiers \| + 3' 12" \| \| 5. \| Matthew Riccitello \| Stany Zjednoczone \| Israel-Premier Tech \| + 3' 31" \| \| 6. \| Thomas Pidcock \| Wielka Brytania \| Ineos Grenadiers \| + 4' 36" \| \| 7. \| Enric Mas \| Hiszpania \| Movistar Team \| + 5' 01" \| \| 8. \| Oscar Onley \| Wielka Brytania \| Team dsm-firmenich PostNL \| + 5' 40" \| \| 9. \| Wilco Kelderman \| Holandia \| Team Visma \\| Lease a Bike \| + 6' 31" \| \| 10. \| Felix Gall \| Austria \| Decathlon-AG2R La Mondiale \| + 6' 35" \| |                    |                   |                            |             |
| |                    |                   |                            |             |
| Źródło: ProCyclingStats |                    |                   |                            |             |
| Klasyfikacja generalna |                    |                   |                            |             |
| Kolarz | Kolarz             | Państwo           | Drużyna                    | Czas        |
| 1. | Adam Yates         | Wielka Brytania   | UAE Team Emirates          | 20h 18' 49" |
| 2. | João Almeida       | Portugalia        | UAE Team Emirates          | + 22"       |
| 3. | Mattias Skjelmose  | Dania             | Lidl-Trek                  | + 3' 02"    |
| 4. | Egan Bernal        | Kolumbia          | Ineos Grenadiers           | + 3' 12"    |
| 5. | Matthew Riccitello | Stany Zjednoczone | Israel-Premier Tech        | + 3' 31"    |
| 6. | Thomas Pidcock     | Wielka Brytania   | Ineos Grenadiers           | + 4' 36"    |
| 7. | Enric Mas          | Hiszpania         | Movistar Team              | + 5' 01"    |
| 8. | Oscar Onley        | Wielka Brytania   | Team dsm-firmenich PostNL  | + 5' 40"    |
| 9. | Wilco Kelderman    | Holandia          | Team Visma \| Lease a Bike | + 6' 31"    |
| 10. | Felix Gall         | Austria           | Decathlon-AG2R La Mondiale | + 6' 35"    |

| Klasyfikacja punktowa | Klasyfikacja punktowa  | Klasyfikacja punktowa | Klasyfikacja punktowa      | Klasyfikacja punktowa |
| Kolarz                | Kolarz                 | Państwo               | Drużyna                    | Punkty                |
| --------------------- | ---------------------- | --------------------- | -------------------------- | --------------------- |
| 1.                    | Adam Yates             | Wielka Brytania       | UAE Team Emirates          | 48 pkt                |
| 2.                    | João Almeida           | Portugalia            | UAE Team Emirates          | 48 pkt                |
| 3.                    | Johannes Staune-Mittet | Norwegia              | Team Visma \| Lease a Bike | 20 pkt                |
| 4.                    | Mattias Skjelmose      | Dania                 | Lidl-Trek                  | 20 pkt                |
| 5.                    | Michael Matthews       | Australia             | Team Jayco AlUla           | 18 pkt                |
| 6.                    | Stefan Bissegger       | Szwajcaria            | EF Education-EasyPost      | 18 pkt                |
| 7.                    | Matthew Riccitello     | Stany Zjednoczone     | Israel-Premier Tech        | 14 pkt                |
| 8.                    | Torstein Træen         | Norwegia              | Bahrain Victorious         | 12 pkt                |
| 9.                    | Thibau Nys             | Belgia                | Lidl-Trek                  | 12 pkt                |
| 10.                   | Yves Lampaert          | Belgia                | Soudal Quick-Step          | 12 pkt                |

| Klasyfikacja punktowa | Klasyfikacja punktowa  | Klasyfikacja punktowa | Klasyfikacja punktowa      | Klasyfikacja punktowa |
| Kolarz                | Kolarz                 | Państwo               | Drużyna                    | Punkty                |
| --------------------- | ---------------------- | --------------------- | -------------------------- | --------------------- |
| 1.                    | Adam Yates             | Wielka Brytania       | UAE Team Emirates          | 48 pkt                |
| 2.                    | João Almeida           | Portugalia            | UAE Team Emirates          | 48 pkt                |
| 3.                    | Johannes Staune-Mittet | Norwegia              | Team Visma \| Lease a Bike | 20 pkt                |
| 4.                    | Mattias Skjelmose      | Dania                 | Lidl-Trek                  | 20 pkt                |
| 5.                    | Michael Matthews       | Australia             | Team Jayco AlUla           | 18 pkt                |
| 6.                    | Stefan Bissegger       | Szwajcaria            | EF Education-EasyPost      | 18 pkt                |
| 7.                    | Matthew Riccitello     | Stany Zjednoczone     | Israel-Premier Tech        | 14 pkt                |
| 8.                    | Torstein Træen         | Norwegia              | Bahrain Victorious         | 12 pkt                |
| 9.                    | Thibau Nys             | Belgia                | Lidl-Trek                  | 12 pkt                |
| 10.                   | Yves Lampaert          | Belgia                | Soudal Quick-Step          | 12 pkt                |

| Klasyfikacja górska | Klasyfikacja górska    | Klasyfikacja górska | Klasyfikacja górska        | Klasyfikacja górska |
| Kolarz              | Kolarz                 | Państwo             | Drużyna                    | Punkty              |
| ------------------- | ---------------------- | ------------------- | -------------------------- | ------------------- |
| 1.                  | Adam Yates             | Wielka Brytania     | UAE Team Emirates          | 47 pkt              |
| 2.                  | Egan Bernal            | Kolumbia            | Ineos Grenadiers           | 27 pkt              |
| 3.                  | João Almeida           | Portugalia          | UAE Team Emirates          | 23 pkt              |
| 4.                  | Aleksiej Łucenko       | Kazachstan          | Astana Qazaqstan Team      | 19 pkt              |
| 5.                  | Torstein Træen         | Norwegia            | Bahrain Victorious         | 18 pkt              |
| 6.                  | Maxim Van Gils         | Belgia              | Lotto Dstny                | 16 pkt              |
| 7.                  | Johannes Staune-Mittet | Norwegia            | Team Visma \| Lease a Bike | 10 pkt              |
| 8.                  | Gerben Kuypers         | Belgia              | Intermarché-Wanty          | 10 pkt              |
| 9.                  | Luca Jenni             | Szwajcaria          |                            | 10 pkt              |
| 10.                 | Mattias Skjelmose      | Dania               | Lidl-Trek                  | 10 pkt              |

| Klasyfikacja górska | Klasyfikacja górska    | Klasyfikacja górska | Klasyfikacja górska        | Klasyfikacja górska |
| Kolarz              | Kolarz                 | Państwo             | Drużyna                    | Punkty              |
| ------------------- | ---------------------- | ------------------- | -------------------------- | ------------------- |
| 1.                  | Adam Yates             | Wielka Brytania     | UAE Team Emirates          | 47 pkt              |
| 2.                  | Egan Bernal            | Kolumbia            | Ineos Grenadiers           | 27 pkt              |
| 3.                  | João Almeida           | Portugalia          | UAE Team Emirates          | 23 pkt              |
| 4.                  | Aleksiej Łucenko       | Kazachstan          | Astana Qazaqstan Team      | 19 pkt              |
| 5.                  | Torstein Træen         | Norwegia            | Bahrain Victorious         | 18 pkt              |
| 6.                  | Maxim Van Gils         | Belgia              | Lotto Dstny                | 16 pkt              |
| 7.                  | Johannes Staune-Mittet | Norwegia            | Team Visma \| Lease a Bike | 10 pkt              |
| 8.                  | Gerben Kuypers         | Belgia              | Intermarché-Wanty          | 10 pkt              |
| 9.                  | Luca Jenni             | Szwajcaria          |                            | 10 pkt              |
| 10.                 | Mattias Skjelmose      | Dania               | Lidl-Trek                  | 10 pkt              |

| Klasyfikacja młodzieżowa | Klasyfikacja młodzieżowa | Klasyfikacja młodzieżowa | Klasyfikacja młodzieżowa  | Klasyfikacja młodzieżowa |
| Kolarz                   | Kolarz                   | Państwo                  | Drużyna                   | Czas                     |
| ------------------------ | ------------------------ | ------------------------ | ------------------------- | ------------------------ |
| 1.                       | Mattias Skjelmose        | Dania                    | Lidl-Trek                 | 20h 21' 51"              |
| 2.                       | Matthew Riccitello       | Stany Zjednoczone        | Israel-Premier Tech       | + 29"                    |
| 3.                       | Thomas Pidcock           | Wielka Brytania          | Ineos Grenadiers          | + 1' 34"                 |
| 4.                       | Oscar Onley              | Wielka Brytania          | Team dsm-firmenich PostNL | + 2' 38"                 |
| 5.                       | Pelayo Sánchez           | Hiszpania                | Movistar Team             | + 3' 40"                 |
| 6.                       | Isaac Del Toro           | Meksyk                   | UAE Team Emirates         | + 6' 08"                 |
| 7.                       | Harold Martín López      | Ekwador                  | Astana Qazaqstan Team     | + 9' 08"                 |
| 8.                       | Marco Brenner            | Niemcy                   | Tudor Pro Cycling Team    | + 9' 24"                 |
| 9.                       | Finlay Pickering         | Wielka Brytania          | Bahrain Victorious        | + 9' 28"                 |
| 10.                      | William Junior Lecerf    | Belgia                   | Soudal Quick-Step         | + 10' 26"                |

| Klasyfikacja młodzieżowa | Klasyfikacja młodzieżowa | Klasyfikacja młodzieżowa | Klasyfikacja młodzieżowa  | Klasyfikacja młodzieżowa |
| Kolarz                   | Kolarz                   | Państwo                  | Drużyna                   | Czas                     |
| ------------------------ | ------------------------ | ------------------------ | ------------------------- | ------------------------ |
| 1.                       | Mattias Skjelmose        | Dania                    | Lidl-Trek                 | 20h 21' 51"              |
| 2.                       | Matthew Riccitello       | Stany Zjednoczone        | Israel-Premier Tech       | + 29"                    |
| 3.                       | Thomas Pidcock           | Wielka Brytania          | Ineos Grenadiers          | + 1' 34"                 |
| 4.                       | Oscar Onley              | Wielka Brytania          | Team dsm-firmenich PostNL | + 2' 38"                 |
| 5.                       | Pelayo Sánchez           | Hiszpania                | Movistar Team             | + 3' 40"                 |
| 6.                       | Isaac Del Toro           | Meksyk                   | UAE Team Emirates         | + 6' 08"                 |
| 7.                       | Harold Martín López      | Ekwador                  | Astana Qazaqstan Team     | + 9' 08"                 |
| 8.                       | Marco Brenner            | Niemcy                   | Tudor Pro Cycling Team    | + 9' 24"                 |
| 9.                       | Finlay Pickering         | Wielka Brytania          | Bahrain Victorious        | + 9' 28"                 |
| 10.                      | William Junior Lecerf    | Belgia                   | Soudal Quick-Step         | + 10' 26"                |

| Klasyfikacja drużynowa | Klasyfikacja drużynowa     | Klasyfikacja drużynowa       | Klasyfikacja drużynowa |
| Drużyna                | Drużyna                    | Państwo                      | Czas                   |
| ---------------------- | -------------------------- | ---------------------------- | ---------------------- |
| 1.                     | UAE Team Emirates          | Zjednoczone Emiraty Arabskie | 61h 06' 02"            |
| 2.                     | Ineos Grenadiers           | Wielka Brytania              | + 10' 41"              |
| 3.                     | Movistar Team              | Hiszpania                    | + 21' 28"              |
| 4.                     | Team Visma \| Lease a Bike | Holandia                     | + 24' 50"              |
| 5.                     | Israel-Premier Tech        | Izrael                       | + 37' 39"              |
| 6.                     | Lidl-Trek                  | Stany Zjednoczone            | + 43' 59"              |
| 7.                     | Decathlon-AG2R La Mondiale | Francja                      | + 45' 30"              |
| 8.                     | Q36.5 Pro Cycling Team     | Szwajcaria                   | + 46' 24"              |
| 9.                     | Bahrain Victorious         | Bahrajn                      | + 48' 43"              |
| 10.                    | Team dsm-firmenich PostNL  | Holandia                     | + 52' 44"              |

| Klasyfikacja drużynowa | Klasyfikacja drużynowa     | Klasyfikacja drużynowa       | Klasyfikacja drużynowa |
| Drużyna                | Drużyna                    | Państwo                      | Czas                   |
| ---------------------- | -------------------------- | ---------------------------- | ---------------------- |
| 1.                     | UAE Team Emirates          | Zjednoczone Emiraty Arabskie | 61h 06' 02"            |
| 2.                     | Ineos Grenadiers           | Wielka Brytania              | + 10' 41"              |
| 3.                     | Movistar Team              | Hiszpania                    | + 21' 28"              |
| 4.                     | Team Visma \| Lease a Bike | Holandia                     | + 24' 50"              |
| 5.                     | Israel-Premier Tech        | Izrael                       | + 37' 39"              |
| 6.                     | Lidl-Trek                  | Stany Zjednoczone            | + 43' 59"              |
| 7.                     | Decathlon-AG2R La Mondiale | Francja                      | + 45' 30"              |
| 8.                     | Q36.5 Pro Cycling Team     | Szwajcaria                   | + 46' 24"              |
| 9.                     | Bahrain Victorious         | Bahrajn                      | + 48' 43"              |
| 10.                    | Team dsm-firmenich PostNL  | Holandia                     | + 52' 44"              |

### Liderzy klasyfikacji
| Etap   |                                     | Pierwsze miejsce _ | Klasyfikacja generalna | Punktowa      | Górska         | Młodzieżowa        | Najaktywniejszych _ | Drużynowa         |
| ------ | ----------------------------------- | ------------------ | ---------------------- | ------------- | -------------- | ------------------ | ------------------- | ----------------- |
| 1      | jazda indywidualna na czas          | Yves Lampaert      | Yves Lampaert          | Yves Lampaert | nie przyznano  | Finn Fisher-Black  | brak danych         | UAE Team Emirates |
| 2      | pagórkowaty                         | Bryan Coquard      | Yves Lampaert          | Yves Lampaert | Gerben Kuypers | Finn Fisher-Black  | brak danych         | UAE Team Emirates |
| 3      | płaski                              | Thibau Nys         | Alberto Bettiol        | Yves Lampaert | Luca Jenni     | Finn Fisher-Black  | brak danych         | UAE Team Emirates |
| 4      | górski                              | Torstein Træen     | Adam Yates             | Bryan Coquard | Torstein Træen | Mattias Skjelmose  | brak danych         | UAE Team Emirates |
| 5      | górski                              | Adam Yates         | Adam Yates             | Adam Yates    | Adam Yates     | Matthew Riccitello | brak danych         | UAE Team Emirates |
| 6      | górski                              | João Almeida       | Adam Yates             | Adam Yates    | Adam Yates     | Mattias Skjelmose  | Frank van den Broek | UAE Team Emirates |
| 7      | górski                              | Adam Yates         | Adam Yates             | Adam Yates    | Adam Yates     | Mattias Skjelmose  | brak danych         | UAE Team Emirates |
| 8      | jazda indywidualna na czas pod górę | João Almeida       | Adam Yates             | Adam Yates    | Adam Yates     | Mattias Skjelmose  | brak danych         | UAE Team Emirates |
| Koniec | Koniec                              |                    | Adam Yates             | Adam Yates    | Adam Yates     | Mattias Skjelmose  | brak danych         | UAE Team Emirates |